# Matsudaira Yoritoshi
Matsudaira Yoritoshi est un nom japonais traditionnel ; le nom de famille (ou le nom d'école), Matsudaira, précède donc le prénom (ou le nom d'artiste).
Matsudaira Yoritoshi (松平 頼聰, 6 septembre 1834-17 octobre 1903) est un daimyo de la fin de l'époque d'Edo du Japon, qui dirige le domaine de Takamatsu. Yoritoshi est le gendre de Ii Naosuke. son titre de cour est Sanuki no kami. Yoritoshi est adopté comme héritier par Matsudaira Yoritane, le seigneur titulaire de Takamatsu, en 1853, et lui succède comme en 1861. Sous sa direction, Takamatsu soutient les opérations de sécurité du shogunat Tokugawa dans la région de Kyoto. Durant la rébellion des portes Hamaguri, les troupes de Takamatsu participent à la défense du palais impérial. Ses forces prennent part à la bataille de Toba-Fushimi et, en retour, la cour impériale lui enlève son rang et son titre. Yoritoshi se retire alors en résidence surveillée volontaire, et fait exécuter un important vassal, ce qui conduit à un pardon impérial.
En 1884, Yoritoshi devient comte (hakushaku) dans le nouveau système nobiliaire kazoku, et meurt en 1903.

## Source de la traduction
- (en) Cet article est partiellement ou en totalité issu de l’article de Wikipédia en anglais intitulé « Matsudaira Yoritoshi » (voir la liste des auteurs).